# 銀治
銀治（ぎんじ、1970年7月8日 - ）は日本の俳優。元、自衛官。宮城県出身。身長149cm、体重52kg。趣味は、乗馬。

## 主な出演作品

### TV
- きらめきいっぱいさいたま市 （2005年 レギュラーレポーター） （テレ玉）

### CM
- ファンタ （ファンタ学園「3年S組 黒ヒゲ先生」）

| スタブアイコン | サブスタブ | この項目は、まだ閲覧者の調べものの参照としては役立たない、俳優（男優・女優）に関連した書きかけの項目です。この項目を加筆・訂正などしてくださる協力者を求めています（P:映画/PJ芸能人）。 |